# マルイト札幌ビル
マルイト札幌ビル（マルイトさっぽろビル）は、札幌市中央区にある超高層ビル。『第10回札幌市都市景観賞』受賞。

## 概説
2000年（平成12年）10月竣工。1階および12 - 22階はホテルモントレエーデルホフ札幌、2 - 11階はテナントオフィスフロアとなっている。
建物やホテル内装のデザインはウィーンをモチーフとしている。
2022年（令和4年）3月、南隣に13階建ての建物を増築した。

## ホテルモントレエーデルホフ札幌
2000年（平成12年）12月2日開業。「エーデルホフ（edelhof）」はドイツ語で「貴族のお屋敷」を意味する。
開業当初は181室の客室を備え、全て16階（地上60m）以上に位置する。また、14階には天然温泉「カルロビ バリ スパ（Karlovy Vary Spa）」が入居。
2022年（令和4年）3月19日に南館を開設。2階から12階にかけて110室を設けている。南館の開業に合わせ、既存の本館も最上階（22階）をエグゼクティブフロアにするなどの改装が行われ、客室数は300室に増加した。
なお至近の北4条東1丁目には同じホテルモントレが運営する「ホテルモントレ札幌」が2022年10月31日まで存在していた。

## テナント
- ホテルモントレエーデルホフ札幌
- 北海道博報堂[5]
- 日産化学工業
- 弥生
- 三基商事
- クリマテック[6]
- りらいあコミュニケーションズ
- 北海道土木設計[7]
- ラディックス[8]
- リコーリース
- シバタ工業[9]
- 大建工業
- トヨタファイナンス
- 独立行政法人鉄道建設・運輸施設整備支援機構（鉄道・運輸機構）
- ジョンソンコントロールズ
- 船員保険北海道健康管理センター[10]
- 旭化成ファーマ[11]
- 旭化成ホームプロダクツ[12]
- ジェイカムアグリ[13]
- メディプラン（みらくる薬局）[14]
- セイコーマート

## アクセス
創成川通（国道5号）沿いにある。
- 北海道旅客鉄道（JR北海道）札幌駅から徒歩8分
- 札幌市営地下鉄東豊線さっぽろ駅から徒歩2分、南北線さっぽろ駅から徒歩5分